# Intelsat 907
Intelsat 907 – satelita telekomunikacyjny należący do operatora Intelsat, międzynarodowego giganta w tej dziedzinie, który od 1965 roku wyniósł na orbitę ponad 80 satelitów. Intelsat 907 został wyniesiony 15 lutego 2003 rakietą Ariane 44L. Był to ostatni lot rakiety serii Ariane 4.
Satelita znajduje się na orbicie geostacjonarnej (nad równikiem), na pozycji 27,5 stopnia długości geograficznej zachodniej.
Nadaje sygnał stacji telewizyjnych (pasmo C i Ku), przekazy telewizyjne oraz dane (dostęp do Internetu) w kilku słabych wiązkach do odbiorców w Europie, Afryce, Ameryce Północnej i Południowej, a nawet (częściowo) w Azji Zachodniej.
Satelita Intelsat 907 nadaje m.in. kodowany pakiet kanałów BBC.